# Росен Захариев
Росен Захариев – Роко е музикант и композитор.

## Биография
Роден е през 1971 в София. От дете се занимава с музика, като в продължение на седем години е част от Детския радиохор към БНР.. Започва да свири пиано на 7 и тромпет на 10 годишна възраст. След като завършва Софийското музикално училище с класически тромпет, продължава обучението си в джаз отдела на Ротердамската Консерватория при Ярмо Хугендайк и Боб Брукмайер. От 1995 до 1998 г. живее в Бостън където посещава класове в Музикалния колеж „Бъркли“. Там се среща с барабаниста Боб Моузес. Участва в неговите албуми „Nishoma“ и „Universal folk song“ заедно с Аби Линкълн, Крис Ууд Стив Кюн, Скот Робинсън и Жак Шварцбард. От 1998 до 2001 г. живее в Ню Йорк където свири в групата „Свети“ с Марко Джорджевич, Мат Гарисън и Пит Ренди.
Живее в София.

## Музикална кариера
Работил е с Боб Моузес, Боб Бруукмайер, Джордж Гарзон, Стив Кюн, Крис Ууд, Скот Робинсън, Аби Линкълн, Жак Шварцбард, Маню Коджиа, Георги Корназов, Антони Дончев, Георги Дончев, Белослава, Живко Петров, Румен Тосков, Ицхак Финци, Димитър Карамфилов, Милен Кукошаров и други.
Захариев участва в експерименталния проект FlyWeToTheMoon заедно с Георги Дончев, Александър Даниел и Тодор Стоянов. Музиката им е смесица между джаз и електронна музика.
През 2012 създава джаз-формацията Метаформоза заедно с Антони Рикев, Николай Данев и Мирослав Иванов.
Носител на Кристална Лира за джаз през 2018 г.

### Проекти
- Fly We To The Moon
- METAFORMOZA
- Sound Skaters
- Story Tailors
- Trio Frio
- Marrakech Express